# Unconditional Surrender
Unconditional Surrender (« capitulation sans condition ») est une série de statues créées par John Seward Johnson II et basées sur une photographie similaire de Victor Jorgensen intitulée Kissing the War Goodbye. Le sujet est un marin de la Seconde Guerre mondiale qui embrasse une infirmière.
Sa proximité avec la photographie V-J Day in Times Square d'Alfred Eisenstaedt, soumis au droit d'auteur, posa problème.
Une première version était placée à Sarasota (2005-2012, retirée à la suite d'un accident de la route), une deuxième sur le port de San Diego (2007-2012, puis à partir de 2013 à la suite de son remplacement par une version en bronze). et une troisième à Pearl Harbor (depuis 2011).
Une autre version de la statue a été installée sur les abords de la plage de Civitavecchia en Italie. Elle a été transférée à Caen, devant le Mémorial en 2014, puis au Bastogne War Museum en 2016.

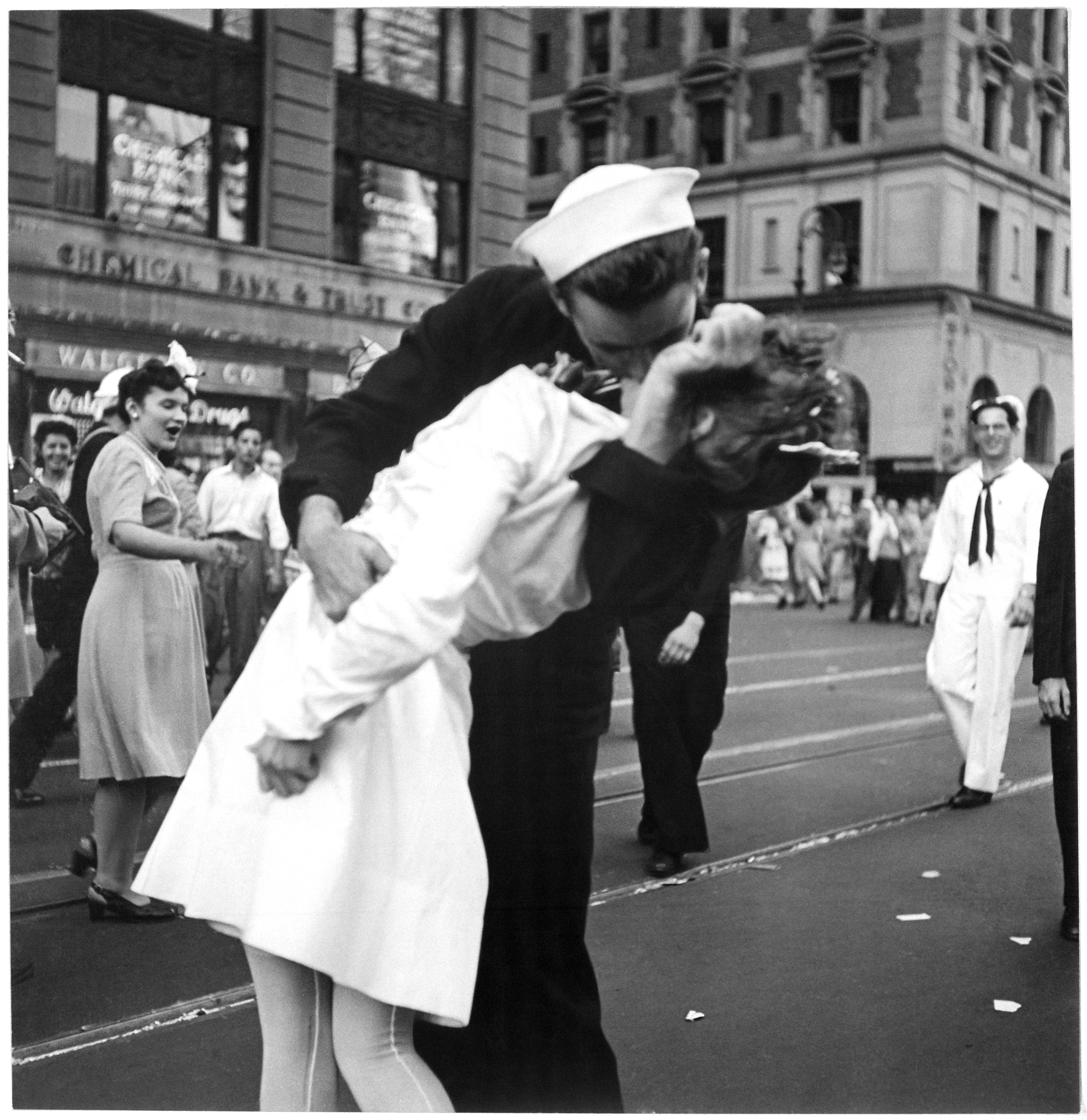
Kissing the War Goodbye de Victor Jorgensen, photographie proche de celle d'Eisenstaedt.
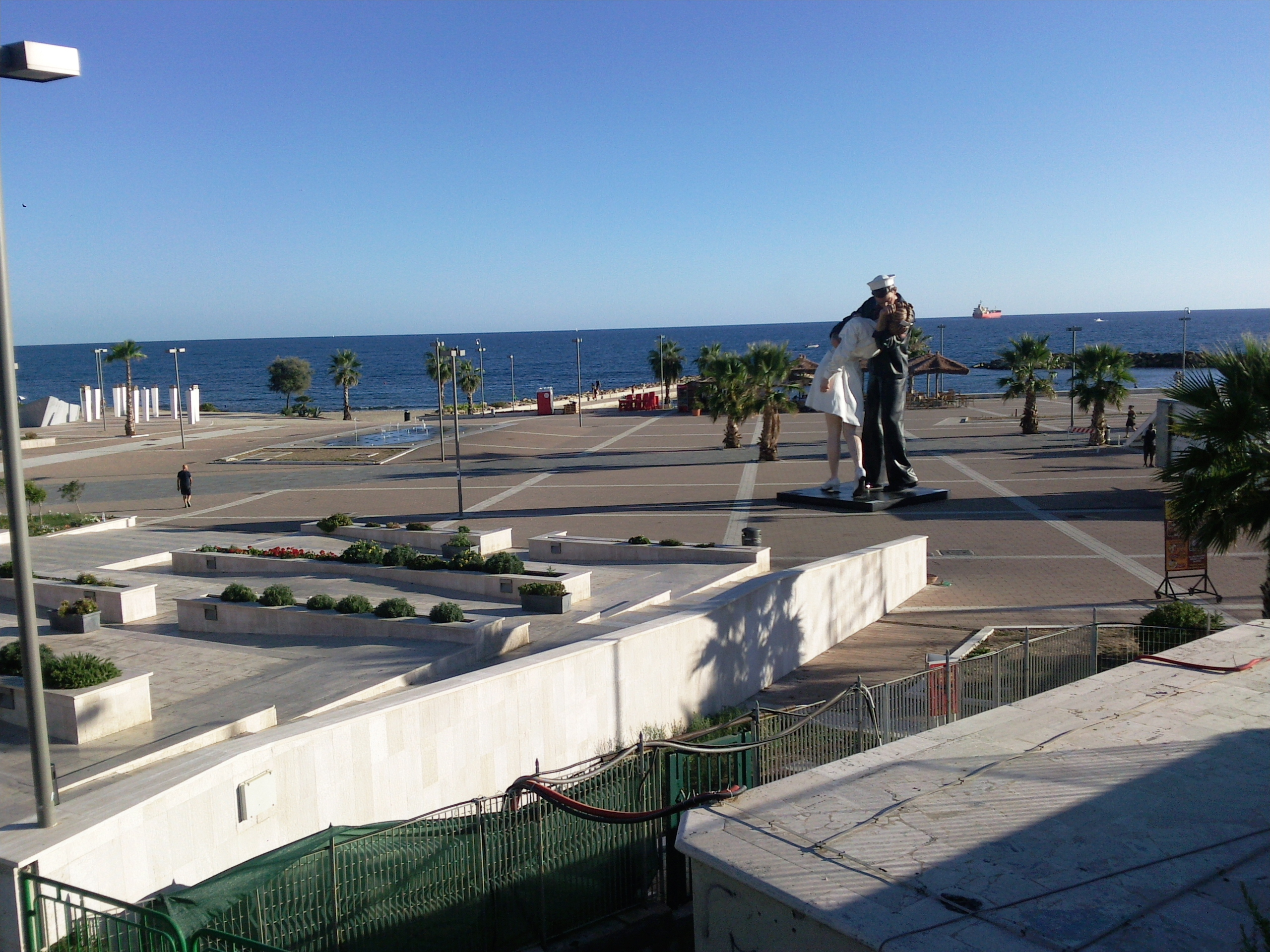
Marina de Civitavecchia en Italie.